# 梅根·罗施
梅根·罗施（Meghan Roche，2000年9月13日—）是一位美国时尚模特。

## 职业
罗施最初在15岁时与模特经纪公司Women Management签约，之后为纪梵希拍摄了自己的出道广告，其中还包括由美国时尚摄影师史蒂文·梅塞尔拍攝的一组照片。2018年秋冬时装季，罗施为王大仁的品牌担当半专属模特。